# The Dutchess
A The Dutchess Fergie amerikai popénekesnő, a Black Eyed Peas tagjának első szólóalbuma. 2006-ban jelent meg. Címét névrokonáról, Sarah Fergusonról, York hercegnéjéről kapta. Az album Will.i.am produceri közreműködése alatt készült, vendégszerepel rajta többek közt Ludacris, B-Real a Cripses Hillből és Rita Marley. Fergie egy interjúban leszögezte, hogy továbbra is aktívan részt venne csapata, a Black Eyed Peas munkájában.
Az első kislemez, a London Bridge 2006. július 16-án jelent meg. A dal az egyik legnagyobb ugrást vitte véghez a Billboard Hot 100-as listáján és három egymást követő héten volt az első helyen. A második kislemez 2006. október 23-án jött ki, és a második helyet érte el a BillBoard-on.
A The Dutchess harmadikként debütált az Egyesült Államokban csaknem több mint másfélmilló eladott példánnyal a Billboard 200-as rangsorában. Az albumból 2009-ig az Egyesült Államokban 3 750 000, világszerte hétmilló darabot adtak el.
Az album megjelenése után Fergie elárulta, hogy a CD címe egy „t” betűvel lett kiegészítve, hogy meg lehessen különböztetni őt a York hercegnőjétől, habár számos kritikus véleménye szerint ezt csak presztízsmentés. (duchess angolul hercegnő.)
A London Bridge vasútállomáson, Londonban 2006 őszén volt látható az albumot reklámozó hatalmas poszter, Nagy-Britannia egyik legnagyobb hirdetőtábláján.

## A számokról
- "A biztonság kedvéért azért minden divatos ízesítőből beletettek egy csipetnyit a produkcióba, így Fergie tényleg egyszerre Lady Sovereignt idéző dumás csajszi (London Bridge), érzelmes R&B díva (All That I Got), John Legend zongorajátékát kölcsönző soul énekesnő (Finally), gitárpoppal szenvelgő tini (Big Girls Don’t Cry), fiúkkal ge*iző (Pedestal) vagy reggaével kacérkodó Lily Allen (Voodoo Doll), miközben a biztos sikert jelentő Black Eyed Peas-recepttől sem szakadt el (Fergalicious)." est.hu
- " A telitalálat bevezető sláger, a London Bridge után Fergie nyugodtan próbálgatja a szárnyait, és teszteli a dübörgő, pörgő hiphop slágerekhez szokott hallgatóság határait.Hallhatunk Celine Diont megszégyenítő balladát (Finally), kortárs R&B-t (All That I Got), Gnarls Barkley-ra hajazó dubot (Voodoo Doll), kellemes bossa novát (Velvet), sőt ska-punkkal fűszerezett reggae-t is (Mary Jane Shoes)." danubius.hu

## Az album dalai
- U.S. Edition (Egyesült Államok)

| #   | Cím                                                     | Hossz |
| --- | ------------------------------------------------------- | ----- |
| 1.  | Fergalicious (featuring will.i.am)                      | 4:52  |
| 2.  | Clumsy                                                  | 4:50  |
| 3.  | All That I Got (The Make-Up Song) (featuring will.i.am) | 4:05  |
| 4.  | London Bridge                                           | 4:01  |
| 5.  | Pedestal                                                | 3:22  |
| 6.  | Voodoo Doll                                             | 4:23  |
| 7.  | Glamorous (featuring Ludacris)                          | 4:06  |
| 8.  | Here I Come (featuring will.i.am)                       | 3:21  |
| 9.  | Velvet                                                  | 4:53  |
| 10. | Big Girls Don't Cry                                     | 4:28  |
| 11. | Mary Jane Shoes                                         | 3:55  |
| 12. | Losing My Ground                                        | 4:08  |
| 13. | Finally                                                 | 8:26  |
| 14. | Maybe We Can Take a Ride" [rejtett dal a Finally után]  | 2:34  |

Hozzávetőleg egy perccel a 13. szám, a Finally után található a Maybe We Can Take a Ride nevezetű bónuszdal.

### Bónuszszámok
- Brit/ausztrál kiadás

| #   | Cím                                               | Hossz |
| --- | ------------------------------------------------- | ----- |
| 14. | Get Your Hands Up (featuring The Black Eyed Peas) | 3:34  |
| 15. | Wake Up                                           | 3:02  |

- iTunes Store változat

| #   | Cím                       | Hossz |
| --- | ------------------------- | ----- |
| 15. | Wake Up                   | 3:01  |
| 16. | Paradise                  | 7:41  |
| 17. | Close 2 U [előrendelhető] | 4:25  |

## Kislemezek
1. London Bridge
2. Fergalicious (Featuring will.i.am)
3. Glamorous  (Featuring Ludacris)
4. Big Girls Don't Cry
5. Clumsy

## Külső hivatkozások
- Danubius.hu
- Est.hu